# Tephrolamia fasciculata
Tephrolamia fasciculata är en skalbaggsart som först beskrevs av Aurivillius 1922.  Tephrolamia fasciculata ingår i släktet Tephrolamia och familjen långhorningar. Inga underarter finns listade i Catalogue of Life.